# Phoenix Roadrunners (WHA)
Die Phoenix Roadrunners waren ein Eishockeyteam aus Phoenix, Arizona, das von 1974 bis 1977 in der nordamerikanischen World Hockey Association (WHA) aktiv war.

## Geschichte
Phoenix war kein gewöhnlicher Standort für ein Eishockeyteam, doch man bewies dort, dass man es Wert war, ein Profiteam zu erhalten. Von 1967 bis 1974 spielte ein unterklassiges Team, das sehr erfolgreich in der Western Hockey League war und ebenfalls den Namen Phoenix Roadrunners trug in der Stadt. Der Zeitpunkt für die WHA hätte nicht besser sein können. Die Roadrunners hatten 1973 und 1974 den Patrick Cup als Meister der WHL gewonnen, doch die Liga war in Schwierigkeiten gekommen und stellte im Sommer 1974 den Spielbetrieb ein. Mit dem Arizona Veterans Memorial Coliseum hatte man ein Stadion in dem 12.600 Zuschauer Platz fanden.
Es gelang den Verantwortlichen eine schlagkräftige Truppe zusammenzustellen. Mit Gary Kurt hatte man einen starken Torwart von den Jersey Knights bekommen. In der Verteidigung hatte man mit Bob Barlow einen Leistungsträger der WHL-Roadrunners im Kader. Star des Teams war aber Robbie Ftorek, der zuvor bei den Detroit Red Wings gespielt hatte und zu Saisonbeginn noch im Farmteam bei den Tulsa Oilers eingesetzt worden war.
In ihrer ersten Saison 1974/75 starteten sie am 16. Oktober mit einem 8:2-Sieg gegen die San Diego Mariners. Am Ende der Spielzeit stand das Team auf einem Playoffplatz. Knapp 7.500 Zuschauer besuchten im Schnitt die Heimspiele der Roadrunners. In der Endrunde waren die Quebec Nordiques jedoch ein zu starker Gegner.
In der zweiten Spielzeit wurde das Team umgebaut. Einige Abgänge wurde kompensiert. Gary Veneruzzo konnte die Erwartungen nicht vollends erfüllen, Del Hall überzeugte mit 47 Toren. Dem Trend, Spieler aus Europa zu verpflichten, folgte man mit dem Finnen Pekka Rautakallio. Stark war erneut Robbie Ftorek, der mit 113 Punkten unter den besten Scorern der Liga war. Der Zuschauerzuspruch ging jedoch um gut 1.000 Zuschauer auf unter 6.500 zurück. Man erreichte erneut die Playoffs, doch wieder war in der ersten Runde der Playoffs Schluss. 
Als man in die Saison 1976/77 startete, hatte man eine Reihe finnischer Olympiateilnehmer an Bord, darunter Seppo Repo. Der Start in die Saison war ordentlich, doch nach November konnten von 27 Auswärtsspielen nur noch drei Spiele gewonnen werden. Die Probleme lagen vor allem in der Verteidigung. 383 Gegentore waren weit unangefochtene Ligaspitze. Der letzte Platz in der Liga war die Folge. Einziger Lichtblick war Robbie Ftorek, der mit nur einer Stimme Vorsprung zum MVP der Liga gewählt wurde. Er war damit der erste US-Amerikaner, der in einer der nordamerikanischen Top-Eishockey-Ligen zum MVP gewählt wurde. Nur einmal zuvor war dieser Titel an einen Spieler vom schwächsten Team der Liga vergeben worden. Damals war es der jetzige Trainer der Roadrunners, Al Rollins, dem dies 1954 bei den Chicago Black Hawks gelungen war.
Obwohl der Zuschauerschnitt wieder auf fast 7.000 angestiegen war, verlor das Team fast zwei Millionen US-Dollar im Jahr. Auch mit dem Verkauf junger Talente konnte man das nicht auffangen. Im März verkündete die Gruppe der Besitzer um Karl Eller, dass die Suche nach einem neuen Käufer für das Team erfolglos war, und dass man das Team zu Ende der Saison auflösen werde. Die Saison wurde ordentlich zu Ende gespielt und am 6. April wurde das letzte Spiel gegen die Indianapolis Racers mit 7:3 gewonnen. 
In der Zukunft gab es immer wieder Teams in Phoenix, die den Namen Roadrunners trugen. Erst Mitte der 1990er Jahre kam aber mit den Phoenix Coyotes ein Team in einer Topliga nach Arizona.